# Anett Schuck
Anett Schuck (n. 11 aprilie 1970, Leipzig, RDG) este o caiacistă ce a reprezentat Germania, medaliată olimpică. A participat la 2 ediții ale Jocurilor Olimpice (1996, 2000) în care a câștigat două medalii de aur.